# Kevin Wekker
 (février 2019).
Si vous disposez d'ouvrages ou d'articles de référence ou si vous connaissez des sites web de qualité traitant du thème abordé ici, merci de compléter l'article en donnant les références utiles à sa vérifiabilité et en les liant à la section « Notes et références ».
Kevin Wekker, né le 23 février 1987 à Amsterdam,, est un acteur néerlandais.

## Filmographie

### Cinéma et téléfilms
- 1999 : Leven en Dood van Quidam Quidam (nl) : Le garçon à l'université Randstand
- 2006 : Onderweg naar Morgen : Germaine
- 2008-2009 : Het Huis Anubis (nl) : Appie Tayibi
- 2009 : Anubis en de wraak van Arghus (nl) : Appie Tayibi
- 2010 : Het Huis Anubis en de terugkeer van Sibuna (nl) : Appie Tayibi
- 2016 : Goede tijden, slechte tijden :  Brian